# Sitio arqueológico Yarushpampa
El sitio arqueológico Yarushpampa está situado en el margen derecho del rio Huarautambo, en el centro poblado de Astobamba en la Región Pasco. Es un sitio arqueológico pre inca habitado por diversos grupos étnicos como los Waracas (los primeros habitantes sedentarios de las alturas de Chaupiguaranga) y Chupachos.

## Arquitectura
Este yacimiento arqueológico está conformado por palacios antisísmicos (edificaciones rectangulares, cuadrangulares y mixtilíneas) formados a base de piedra con mortero de barro, interconectados por medio de vanos (puertas) rectilíneos característicos de la cultura Yarush, y patios de cielo abierto.

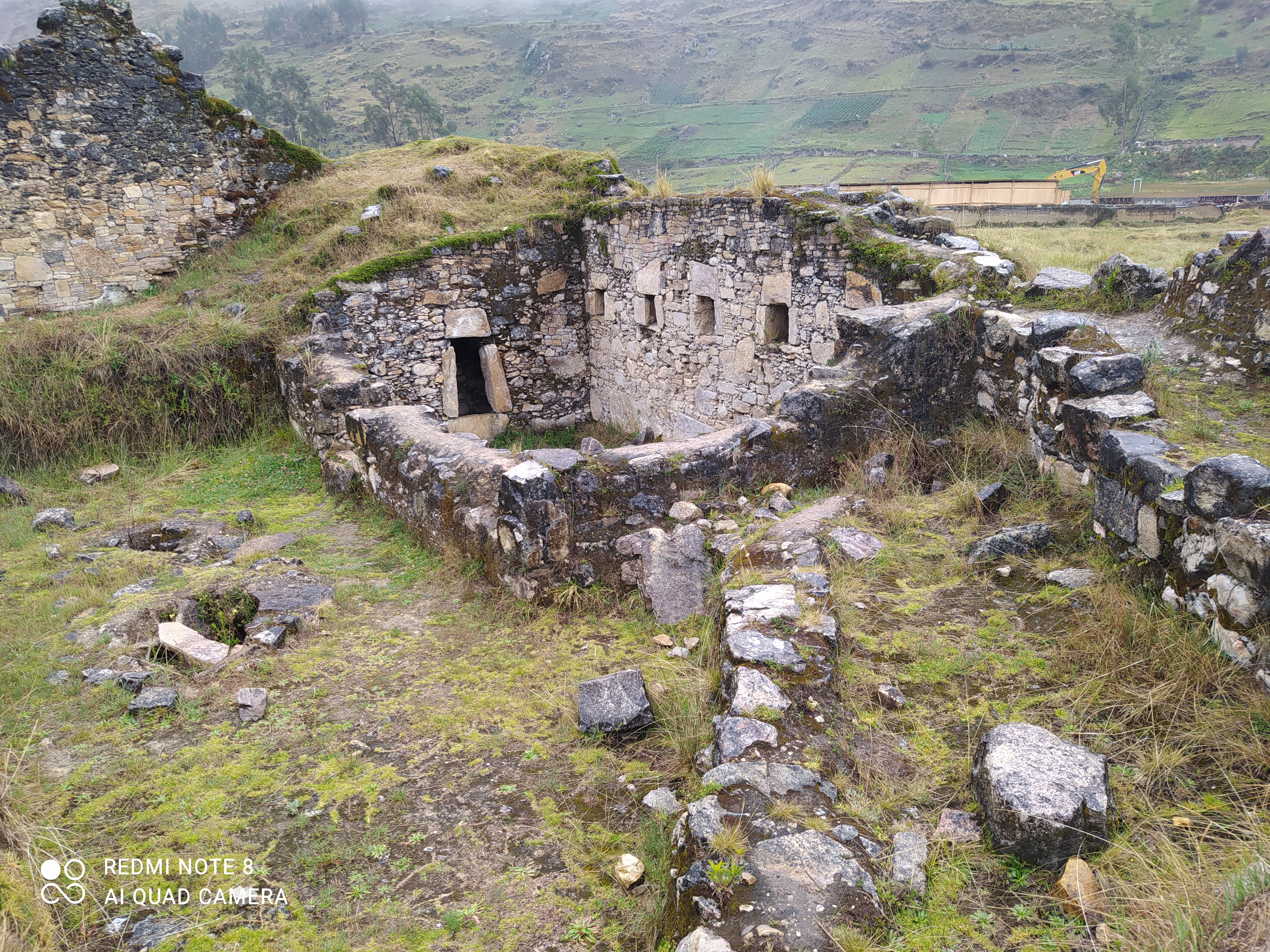
Vista exterior de un típico palacio Yarush. Estas edificaciones estaban interconectadas con vanos (puertas de estilo Yarush) y patios de cielo abierto.

Yarushpampa fue una urbanización centralizada en la que se realizaban funciones de la vida cotidiana. Desde este lugar se establecían vínculos con el campo y sus respectivos trajines agropecuarios y de cacería en las laderas y altipampas de la región.

## Cronología
En este sitio arqueológico se muestra un cartel informativo muy preciso, el cual evidencia: “Yarushpampa: Sitio arqueológico YARUSHPAMPA II establecido entre 800 – 1400 d.C. en la planicie húmeda de la margen derecha del río Huarautambo. Es un pueblo de la cultura Yarush fase II, cuya fase I la hemos descubierto en la quebrada Yarush y sus planicies de la cordillera Huayhuash donde hemos descubierto sus orígenes que datan del intermedio temprano. Está conformado por palacios con patio construidos a base de piedras medianas canteadas y pequeñas lajas que a manera de mosaico completan los aparejos de los paramentos, tienen planta rectangular o cuadrangular con accesos tipo Yarush en el centro de uno de sus muros. Se caracterizan por presentar una tumba rectangular techada con vigas líticas largas y nichos ornamentales en los paramentos interiores, algunos palacios llevan pequeños altares en una de sus esquinas internas y otros un tendal de batanes desgastados de uso festival Yarush significativo”. Con el pasar del tiempo este cartel se ha derruido, actualmente son muy pocos los medios informativos que muestren algún dato relevante del sitio arqueológico, in situ.

## Habitantes
Tomando en cuenta los trabajos de excavación e identificación realizados desde 2006 hasta 2008, así como las investigaciones arqueológicas establecidas por un convenio entre la UNMSM (Universidad Nacional Mayor de San Marcos) y el Gorepa (Gobierno Regional de Pasco) entre 2007 hasta 2010 Es posible afirmar que este lugar fue habitado por la cultura Yarush (Yarush fase II) hasta el año 1000 d.C y luego por el grupo étnico Yacha hasta finales del año 1400 d.C.

##### Línea de tiempo Yarushpampa.
La construcción de este sitio arqueológico se habría dado durante el año 800 d.C., esta fecha ha sido ubicada por algunos arqueólogos en el periodo Horizonte Medio mientras que otros, como Luis Guillermo Lumbreras lo ubican en el periodo de las Culturas Regionales. Sería en esta fecha cuando los Yarush inician la construcción de los recintos, la misma que continuará durante el periodo del Imperio Huari, hasta el año 1000 d.C. Luego, este lugar sería abandonado por los Yarush y tomado por los Yacha quienes perduraron hasta el año 1400 d.C.